# Szukits Könyvkiadó
A Szukits Könyvkiadó Kft. 1929. november 6-án kezdte meg a működését Szegeden; alapítója Szukits László, aki 1921-től dolgozott a könyvszakmában. Néhány éven belül Szukits könyvesbolt nyílt Budapesten (1936) és Pécsett (1937) is, melyeket az alapító egy-egy fivére, Zoltán és Tibor vezetett.
A harmincas évek végén jelentek meg az első Szukits könyvek – szépirodalmi művek mellett a szakkönyvek és a szórakoztató irodalom is képviseltette magát. A cég a háború alatt is folytatta tevékenységét – az egyre nehezedő körülmények ellenére. A testvérek egyike, Zoltán 1942 szeptemberében az orosz fronton elesett; Tibor pedig hadifogságba került, és a Mariupoli hadifogolytáborban raboskodott 1948-ig. A háború után László vitte tovább a vállalkozást, egészen 1952-ig, amikor a céget államosították. 
Az újrakezdés 1984-re tehető, amikor az alapító fia, Szukits László antikváriumot nyitott előbb Szegeden, később Pécsett is. A rendszerváltást követően ismét lehetőség nyílt a magánkönyvkiadásra, s ennek köszönhetően 1992-ben újraindult a kiadó tevékenysége. Az elmúlt két évtizedben a vállalat a hazai könyvszakma egyik jelentős szereplőjévé vált.
A céget 2019 óta az alapító unokája, Szukits László vezeti. Testvére, Szukits Gábor társtulajdonos.

## Sorozatok
A 2010-es évektől kezdve a Szukits főleg fantasy és sci-fi művek kiadására vállalkozott: így kínálata közé tartozik többek között a Dűne, Star Trek, Warhammer, Warhammer 40 000, Aliens/Predator, Marvel, Avatár – Aang és Korra legendája, Avatar, Assassin’s Creed, Stranger Things univerzumokhoz kötődő regények és képregények. A fő projektük azonban a Star Wars könyvek és képregények hazai kiadása volt, ezt a tevékenységüket 17 éven keresztük folytatták, ezalatt több száz kiadványt jelentettve meg. 
2024 a változások éve volt a kiadó számára. Befejezte a Star Wars kiadást, az új irány pedig a felnőtt, prémium minőségű képregények kiadása, aminek első állomása a The Boys - A fiúk és az Invincible - Legyőzhetetlen volt. Céljuk, hogy minél több felnőtt olvasóknak szóló kiadványt juttassanak el a magyar olvasókhoz, a lehető legmagasabb minőségben. 